# Miltogramma megerlei
Miltogramma megerlei är en tvåvingeart som först beskrevs av Johann Wilhelm Meigen 1824.  Miltogramma megerlei ingår i släktet Miltogramma och familjen köttflugor.
Artens utbredningsområde är Österrike. Inga underarter finns listade i Catalogue of Life.